# Chikkanayakanahalli, Krishnarajpet
Chikkanayakanahalli là một làng thuộc tehsil Krishnarajpet, huyện Mandya, bang Karnataka, Ấn Độ.